# チェラチ
チェラチ（ポーランド語: Czeladź）は、南部ポーランドシロンスク県ベンジン郡にある、2004年の統計で人口34,402人の都市。
1999年から、シロンスク県に属している。1975年から1998年まではカトヴィツェ県に属していた。

## ギャラリー

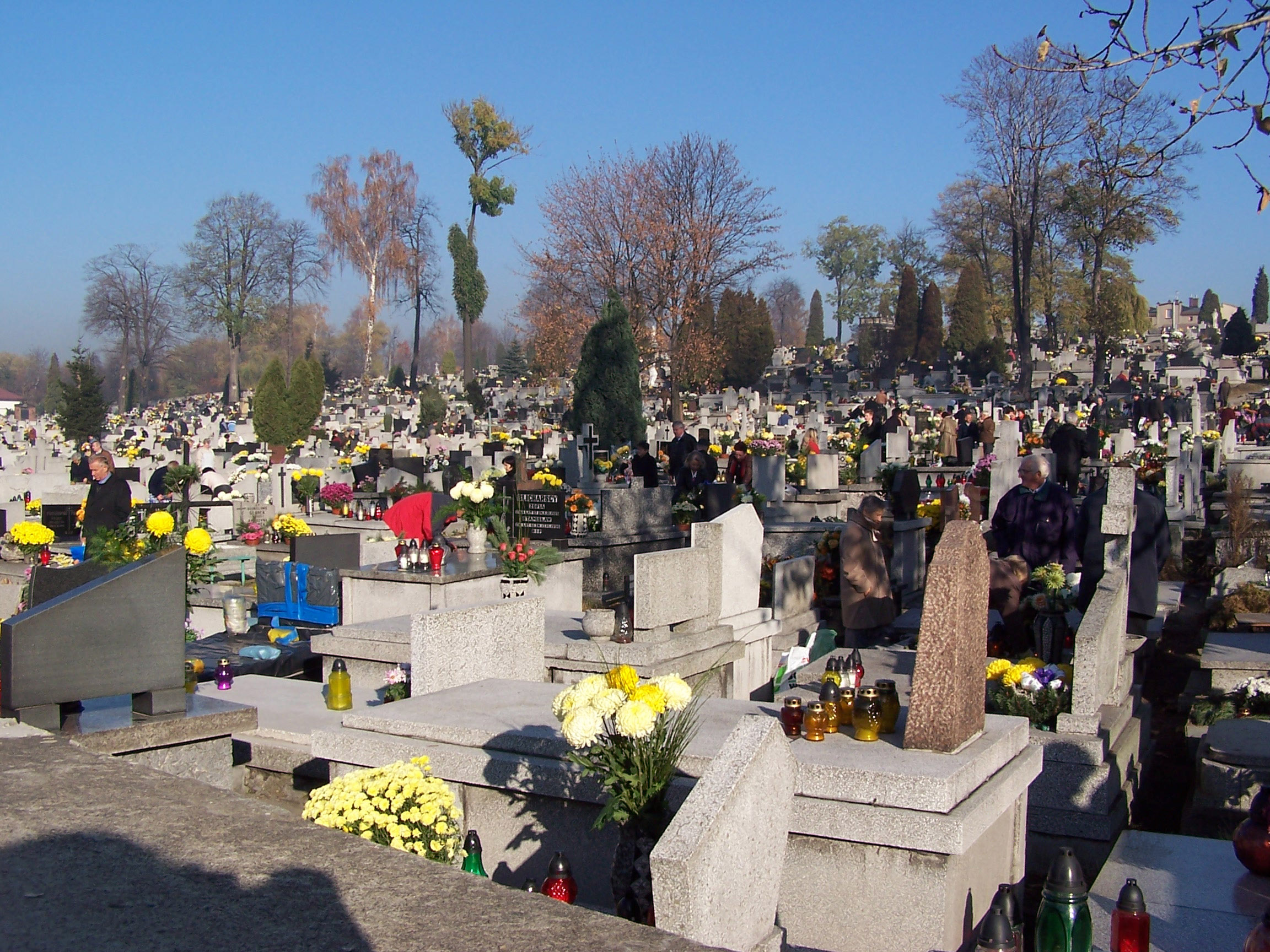
チェラチの墓地

## 出身者
- Czesław Słania
- Abraham Nahum Stencl